# Фрэнсис, Самуэль
Самуэль Фрэнсис (англ. Samuel Adelebari Francis; ар. سامويل أديل باري فرانسيس; род. 1987) — катарский легкоатлет нигерийского происхождения, который специализируется в беге на короткие дистанции. Чемпион Азии в помещении в 2008 и 2010 годах в беге на 60 метров. Действующий рекордсмен Азии на дистанции 100 метров — 9,99. Выступал на олимпийских играх 2008 года, но не смог выйти в финал в беге на 100 метров. Участвовал на чемпионате мира 2013 года в Москве где вышел в полуфинал, где не смог стартовать.
55-й человек, которому удалось преодолеть 10-секундный барьер.

## Сезон 2014 года
15 февраля стал чемпионом Азии в помещении на дистанции 60 метров. Выступал на чемпионате мира в помещении в Сопоте, но не смог выйти в финал.